# Els casos del Departament Q: Misericòrdia
Els casos del Departament Q: Misericòrdia (en danès: Kvinden i buret) és una pel·lícula danesa de 2013 dirigida per Mikkel Nørgaard. La pel·lícula està basada en la novel·la de Jussi Adler-Olsen. És la primera pel·lícula de la sèrie cinemtogràfica Els casos del Departament Q, seguida de Profanació (2014) i Redempció (2016). S'ha doblat al valencià per a À Punt. També s'ha subtitulat al català central.
La pel·lícula es va exhibir per primera vegada al Festival de Cinema de Göteborg el gener de 2013, seguit de diversos festivals de cinema més abans de la seva estrena als cinemes danesos el 3 d'octubre de 2013. La pel·lícula va encapçalar la taquilla del país el 2013 amb 725.000 espectadors.